# Wiktorija Malektorowytsch
Wiktorija Wolodymyriwna Malektorowytsch (auch Viktorija Malektorovych, ukrainisch Вікторія Володимирівна Малекторович, russisch Виктория Владимировна Малекторович/ Wiktorija Wladimirowna Malektorowitsch; * 11. Februar 1972 in Jenakijewe, Oblast Donezk, Ukrainische SSR) ist eine ukrainische Schauspielerin.

## Leben
Wiktorija Malektorowytsch studierte ab ihrem 17. Lebensjahr an der ukrainischen Schauspielschule in Kiew und spielte anschließend  am dortigen Nationalen Dramentheater der Ukraine sowie in russischen und ukrainischen Filmen und Serien. Zudem moderierte sie Radio- und Fernsehsendungen. Ihr Debüt als Darstellerin in einem österreichischen Film gab sie 2002 als Shirley/Jana in dem Spielfilm Blue Moon.

## Ehrungen
Bei dem 3. Internationalen Film-Festival „Brigantine“ in der Stadt Berdjansk wurde Wiktorija Malektorowytsch im Jahr 2000 als beste Schauspielerin ausgezeichnet.

## Privates
Malektorowytsch lebt in Kiew und Wien, ist mit dem österreichischen Produzenten Klaus Pridnig verheiratet und Mutter eines Sohnes.

## Filmografie (Auswahl)
- 2002: Blue Moon
- 2006: Mutterglück
- 2007: The Debt
- 2008: Ein Job
- 2011: Lyublyu 9 marta! (Fernsehfilm)
- 2012: Blood of War
- 2013: SOKO Wien Folge: Schneewitchen
- 3013: Luka
- 2016: Toni Erdmann